# موتوال فلم
مؤسسة موتوال فيلم (بالإنجليزية: Mutual Film Corporation)، من أوائل استوديوهات الأفلام عرفت في أنتاجها لبعض أفلام الكوميدي الكبير تشارلي تشابلن. تأسست في عام 1912، تم استيعابها من قبل مكاتب الحجز السينمائي الأمريكية، والتي تطورت إلى أفلام أر كي أو.

## روابط خارجية
- مقالات تستعمل روابط فنية بلا صلة مع ويكي بيانات